# 한국여자프로농구 2012-13
2012-2013 KDB생명 여자프로농구는 대한민국 프로농구의 12-13시즌이며 23번째 한국여자프로농구 시즌이다. 총 6개 구단이 참여하며 2012년 10월 12일에 개막하였다.

## 변경된 점
- 하나금융그룹이 부천을 연고로 하는 신세계 쿨캣을 전격 인수하며 팀을 재창단하였고 팀명을 하나외환으로 변경했다.[1]

- 2007년 겨울리그를 끝으로 폐지되었던 외국인 선수 제도가 5년 만에 부활했다.[2] 3라운드부터 도입되며,[3] 팀당 1인 보유에 1인 출전이다.[4]
- 정규리그 경기 수는 7라운드로 팀당 정규리그 35경기씩 총 105경기가 열리며 일요일에는 하루 2경기씩 편성했다. 또 경기 시작 시간은 월요일 오후 7시, 나머지 평일 오후 5시, 주말 경기 오후 6시로 조정해 다변화했다. 더 많은 관중 유치를 위한 방안이다.[5]
- 플레이오프 진행 방식이 개편되었다. 정규리그 1위 팀이 챔피언결정전(5전3선승제)에 직행하고 3, 4위 팀은 준플레이오프(3전2선승제)를 치러 2위 팀과 플레이오프를 벌이는 방식이다. 대폭적인 포스트시즌 변경이다.[6]

## 선수 변화

### 이적
- 6월 1일, KDB생명 FA 정미란, 원 소속구단인 KDB생명과 계약결렬, KB 스타즈와 계약(3년)
- 6월 1일, 신한은행 김유경, KDB생명으로 이적[7]
- 6월 1일, 우리은행 FA 고아라, 원 소속구단인 우리은행과 계약결렬, 삼성생명과 계약(3년)

### 은퇴
| 선수   | 마지막 소속팀  |
| ------ | -------------- |
| 정선민 | 청주 KB 스타즈 |

## 정규리그

### 순위
| 순위 | 팀                     | 경기 | 승 | 패 | 승차 | 통과          |
| ---- | ---------------------- | ---- | -- | -- | ---- | ------------- |
| 1    | 춘천 우리은행 한새     | 35   | 24 | 11 | —    | 챔피언 결정전 |
| 2    | 안산 신한은행 에스버드 | 35   | 24 | 11 | —    | 플레이오프    |
| 3    | 용인 삼성생명 블루밍스 | 35   | 16 | 19 | 8    | 준플레이오프  |
| 4    | 청주 KB 스타즈         | 35   | 14 | 21 | 10   | 준플레이오프  |
| 5    | 부천 하나외환          | 35   | 14 | 21 | 10   |               |
| 6    | 구리 KDB생명 위너스    | 35   | 13 | 22 | 11   |               |

1. 1 2  춘천 우리은행 한새가 4승 3패로 상대전적 우세
2. 1 2  청주 KB 스타즈가 4승 3패로 상대전적 우세

## 포스트 시즌

### 대진표
|  | 준플레이오프 3전 2선승제 | 준플레이오프 3전 2선승제 | 준플레이오프 3전 2선승제 |  |  | 플레이오프 3전 2선승제 | 플레이오프 3전 2선승제 | 플레이오프 3전 2선승제 |  |  | 챔피언 결정전 5전 3선승제 | 챔피언 결정전 5전 3선승제 | 챔피언 결정전 5전 3선승제 |
|  |                          |                          |                          |  |  |                        |                        |                        |  |  |                           |                           |                           |
|  |                          |                          |                          |  |  |                        |                        |                        |  |  | 1                         | 춘천 우리은행 한새        | 3                         |
|  |                          |                          |                          |  |  | 2                      | 안산 신한은행 에스버드 | 1                      |  |  | 3                         | 용인 삼성생명 블루밍스    | 0                         |
|  | 3                        | 용인 삼성생명 블루밍스   | 2                        |  |  | 3                      | 용인 삼성생명 블루밍스 | 2                      |  |  |                           |                           |                           |
|  | 4                        | 청주 KB 스타즈           | 0                        |  |  |                        |                        |                        |  |  |                           |                           |                           |

## 수상

### 정규리그 시상
정규리그 시상식은 플레이오프 미디이데이와 같은 날 개최되며, 국내 선수를 대상으로 하는 통계에 의한 부문과 기자단 투표에 의한 투표에 의한 부문으로 나뉘어 시상이 진행된다.

#### 통계에 의한 부문 시상
| 부문                 | 선수          | 팀                     | 기록    |
| -------------------- | ------------- | ---------------------- | ------- |
| 득점상               | 앰버 해리스   | 부천 신세계 쿨캣       | 19.96점 |
| 3점 득점상           | 한채진        | 구리 KDB생명 위너스    | 74개    |
| 3점 야투상           | 임영희        | 춘천 우리은행 한새     | 38.73%  |
| 2점 야투상           | 하은주        | 안산 신한은행 에스버드 | 68.63%  |
| 자유투상             | 박혜진        | 춘천 우리은행 한새     | 85.19%  |
| 리바운드상           | 나키아 샌포드 | 부천 하나외환          | 12.2개  |
| 어시스트상           | 최윤아        | 안산 신한은행 에스버드 | 5.97개  |
| 스틸상               | 이미선        | 용인 삼성생명 블루밍스 | 2.2개   |
| 블록상               | 앰버 해리스   | 부천 신세계 쿨캣       | 1.92개  |
| 윤덕주상 최고 공헌도 | 신정자        | 용인 삼성생명 비추미   | 1198.35 |

#### 투표에 의한 부문 시상
| 상             | 수상자                          |
| -------------- | ------------------------------- |
| 최우수선수상   | 임영희 (춘천 우리은행 한새)     |
| 신인선수상     | 양지영 (용인 삼성생명 블루밍스) |
| 우수수비선수상 | 한채진 (구리 KDB생명 위너스)    |
| 식스우먼상     | 김연주 (안산 신한은행 에스버드) |
| 모범선수상     | 박혜진 (춘천 우리은행 한새)     |
| 지도상         | 위성우 (춘천 우리은행 한새)     |
| 미디어스타상   | 박정은 (용인 삼성생명 블루밍스) |
| 기량발전상     | 홍아란 (청주 KB 스타즈)         |
| 최우수 심판상  | 류상호                          |

WKBL 베스트 5:
- G 최윤아, 안산 신한은행 에스버드
- G 박혜진, 춘천 우리은행 한새
- F 임영희, 춘천 우리은행 한새
- F 변연하, 청주 KB 스타즈
- C 신정자, 구리 KDB생명 위너스

### 라운드별 MVP, MIP
| 라운드  | MVP                                  | MIP                             |
| ------- | ------------------------------------ | ------------------------------- |
| 1라운드 | 신정자 (구리 KDB생명 위너스)         | 박혜진 (춘천 우리은행 한새)     |
| 2라운드 | 임영희 (춘천 우리은행 한새)          | 박하나 (부천 하나외환)          |
| 3라운드 | 앰버 해리스 (용인 삼성생명 블루밍스) | 이승아 (춘천 우리은행 한새)     |
| 4라운드 | 티나 톰슨 (춘천 우리은행 한새)       | 홍아란 (청주 KB 스타즈)         |
| 5라운드 | 나키아 샌포드 (부천 하나외환)        | 김진영 (구리 KDB생명 위너스)    |
| 6라운드 | 신정자 (구리 KDB생명 위너스)         | 박태은 (용인 삼성생명 비추미)   |
| 7라운드 | 김단비 (안산 신한은행 에스버드)      | 김규희 (안산 신한은행 에스버드) |